# ديلبورن (ألبرتا)
ديلبورن (بالإنجليزية: Delburne)‏ هي قرية تقع في كندا في ألبرتا. يقدر عدد سكانها بـ 830 نسمة ومساحتها 3.92 كم2 وترتفع عن سطح البحر 865 متر.

## أعلام
- راندولف مكينون
- بيل بروستر